# والتر ميرفي (موسيقي)
والتر ميرفي (بالإنجليزية: Walter Murphy)‏ هو عازف بيانو وموسيقي ومغني وكاتب أغاني وملحن أمريكي، ولد في 19 ديسمبر 1952 في نيويورك في الولايات المتحدة.

## وصلات خارجية
- والتر ميرفي على موقع IMDb (الإنجليزية)
- والتر ميرفي على موقع ميوزك برينز (الإنجليزية)
- والتر ميرفي على موقع بوكس أوفيس موجو (الإنجليزية)
- والتر ميرفي على موقع قاعدة بيانات برودواي على الإنترنت (الإنجليزية)
- والتر ميرفي على موقع أول ميوزيك (الإنجليزية)
- والتر ميرفي على موقع ديسكوغز (الإنجليزية)
- والتر ميرفي على موقع قاعدة بيانات الفيلم (الإنجليزية)